# Alan Kotok
Alan Kotok (Filadèlfia, 26 de maig del 1941 - Cambridge, Massachusetts, 9 de novembre de 2006) fou un científic estatunidenc especialitzat en programació d'ordinadors conegut com un dels primers furoners de la història, juntament amb Peter Samson, Steve Russell o Bob Saunders entre d'altres.
Va destacar sobretot pel seu treball a Digital Equipment Corporation i a World Wide Web Consortium. Anteriorment, ja havia contribuït en el desenvolupament del primer programa de joc d'escacs per ordinadors, co-inventat el primer videojoc de la història, Spacewar!, i participat en el desenvolupament dels primers manuals de programació.
Va morir el 2006 d'un atac de cor a casa seva a Cambridge.

## Precedents
Kotok va créixer a Vineland, Nova Jersey, fill únic d'una família benestant. Ben aviat va començar a demostrar que la seva intel·ligència superava la mitjana. A l'edat de tres anys, els seus pares recorden que va arrancar de la paret un endoll amb un tornavís, fent saltar espurnes i causant un curtcircuit. Als sis anys, jugava a construir i cablejar llums. A l'institut de Vineland el van avançar dos cursos per adequar Kotok a la seva capacitat i rendiment. En els seus darrers anys d'institut, va tenir l'oportunitat de veure per primer cop un ordinador –en una època on gairebé ningú havia vist mai un ordinador, i encara menys fet servir un– en una excursió al Mobil Research Lab i va quedar tan fascinat que va ser llavors quan va decidir entrar al Massachusetts Institute of Technology (MIT).

## Massachusetts Institut of Technology i el grup S&P
Amb 16 anys, el 1958, va ingressar al MIT, on hi estudiaria i experimentaria fins al 1962.
El MIT era el lloc on tots els adolescents fanàtics de la ciència i la tecnologia –com Samon, Kotok i molts altres– aspiraven a ingressar. Tots els nerds, que rebatien als professors de matemàtiques, suspenien educació física, construïen màquines diverses per afició i que somniaven en entrar a la competició general d'electrònica, acabaven trobant-se al MIT.
Kotok i altes personatges il·lustres del món de la programació com Peter Samson, Steve Russell o Bob Saunders es van conèixer concretament al Tech Model Railroad Club (TMRC), un grup d'universitaris amants dels ferrocarrils. Aquest club estava subdividit en dos: els més interessats en els trens, i els més interessats en els sistemes elèctrics utilitzats, concentrats en el Signals and Power Subcommittee (S&P), on es trobaven Kotok i els altes esmentats i que va acabar sent una mena de laboratori d'intel·ligència artificial. Aquests darrers treballaven en un sofisticat sistema de telefonia que permetia controlar molts trens a l'hora. Havia estat donat al MIT i els membres del S&P es passaven hores, nits i dies modificant-lo, millorant-lo, experimentant i incrementant la seva complexitat. Durant el seu primer any, Alan Kotok es va guanyar la reputació de ser un dels membres més capaços de l'S&P.

## Joc d'escacs i intel·ligència artificial
Alan Kotok va desenvolupar la màquina que jugava a escacs, coneguda com a IBM 704, i més tard vindria la 709 i la 7090. La intel·ligència artificial aplicada en aquest cas a fer que un ordinador aconseguís jugar a escacs com si portés 100 jugades d'experiència, és a dir, prou bé com per derrotar un aficionat, va ser la tesina de Kotok (Kotok-McCarthy). És si més no curiós que Kotok no va ser mai un gran jugador d'escacs.
El programa d'escacs de Kotok fins i tot va arribar a competir, durant la Guerra Freda, amb el millor programa rus en una partida entre ordinadors, tot i que va perdre l'oponent estatunidenc.

## TX-0 iSpacewar!
L'ordinador TX-0 va ser la base sobre la qual l'equip S&P va treballar en la seva programació. Va ser una facilitat històrica per a la recerca. Utilitzava transistors de la mida d'un dit en comptes del marc inescrutable de tubs que era la 704.
Els estudiants del S&P feien torns nocturns per vigilar si algú faltava a les hores assignades per fer servir el TX-0 –que es trobava en una habitació del MIT, en funcionament les 24 hores– i poder accedir-hi ells.
El joc Spacewar! és de concepció simple, però exigia una gran complicació tècnica que ja va agradar als S&P, perquè els va donar l'oportunitat de poder millorar el programari del TX-0 per poder programar-hi el joc. Spacewar! estava essencialment resolt a les alçades d'abril del 1962 i l'estiu d'aquell mateix any, Alan Kotok va marxar del MIT per treballar a la Digital Equipment Corporation.

## Digital Equipment Corporation
Alan Kotok va treballar a la Digital Equipment Corporation des del 1962 fins al 1996 i va arribar a ocupar alts càrrecs d'enginyeria dins l'empresa. Ell pensava que acabaria fent programació, no creia que acabaria dissenyant maquinari, però l'oportunitat va aparèixer i va acceptar. Només va arribar a fer un projecte de software, perquè ràpidament es va centrar en l'equip de hardware de la DEC.
Va contribuir en el disseny lògic del PDP-4 (Programmed Data Processor-4), el model d'ordinador que desenvolupava la Digital, al qual va seguir el model PDP-5 i el PDP-6. El PDP-6 va ser el primer ordinador comercial que podia treballar en xarxa en tot el món, dissenyat entre 1963 i 1964 i comprat pel govern australià, i que seria bàsicament un prototip eficient del posterior PDP-10, model que llançaria a la fama la Digital Equipment Corporation i el mateix Kotok.
Al llarg de la seva carrera a la DEC, Kotok va aconseguir molts èxits com a principal arquitecte i dissenyador de nombroses generacions de PDP-10, els processadors DECsystem-10 i DECsystem-20. També va introduir al mercat el 1984 el VAX 8600, conegut com a Venus, que seria l'ordinador més potent de la història digital fins al moment, amb un temps d'operació 4.2 vegades més ràpid que l'estàndard en aquell temps.

## World Wide Web Consortium (W3C)
Alan Kotok va saber endevinar el gran potencial que tenia el Web i va ajudar a fundar el World Wide Web Consortium mentre treballava a la DEC.
El 1994, Tim Berners-Lee, qui el 2008 anunciaria la World Wide Web Foundation, va començar a planejar la fundació d'una nova organització al MIT, MIT Computer Science and Artificial Intelligence Laboratory. Aquell mateix any, Kotok, Steve Fink, Gail Grant i Brian Reid, tots de la Digital, van viatjar al CERN per reunir-se amb Berners-Lee i parlar de la necessitat de coordinar el desenvolupament del Web. Kotok va ser una peça clau per integrar Internet i les tecnologies basades en el Web.
Kotok va ser nomenat president associat de la W3C el 1997, on va desenvolupar diverses tasques fonamentals per l'avenç de la W3C, com la de conseller adjunt. A més, va continuar fent recerca com a científic al MIT Computer Science and Artificial Intelligence Laboratory.